# Petäjäjärvi (sjö i Ikalis, Birkaland)
Petäjäjärvi är en sjö i kommunen Ikalis i landskapet Birkaland i Finland. Arean är 40 hektar och strandlinjen är 6,5 kilometer lång. Sjön  ingår i Kumo älvs huvudavrinningsområde.   Den ligger omkring 36 kilometer norr om Tammerfors och omkring 200 kilometer norr om Helsingfors. 